# Осоїд-довгохвіст новогвінейський
Осоїд-довгохвіст новогвінейський (Henicopernis longicauda) — вид яструбоподібних птахів родини яструбових (Accipitridae). Мешкає на Новій Гвінеї та на сусідніх островах.

## Опис
Довжина птаха становить 50-61 см, враховуючи довгий хвіст, розмах крил становить 105–140 см. Самці важать 447-630 г, самиці 570-730 г. Верхня частина тіла чорнувато-бура. Голова і шия поцятковані білуватими смугами, крила смугасті, поцятковані сірувато-коричневими смугами, на хвості 4 сіро-коричневі смуги. нижня частина тіла кремова або охриста, поцяткована чорнуватими смугами, груди більш смугасті. В польоті помітні чорнуваті смуги на покривних перах крил. Райдужки жовтувато-оранжеві, восковиця кремова, дзьоб світлий, на кінці більш темний, лапи світлі. У молодих птахів верхня частина тіла світліша, коричнева, спина і покривні пера крил сильно поцятковані сірувато-коричневими смужками. На кінці хвоста темна смуга, окаймлена тоншими світлими смугами, нижня частина тіла охриста, поцяткована рудувато-коричневими смугами.

## Поширення і екологія
Новогвінейські осоїди-довгохвости мешкають на Новій Гвінеї та на островах Раджа-Ампат, Біак, Япен і Ару. Вони живуть у вологих рівнинних і гірських тропічних лісах. Зустрічаються поодинці, парами, іноді групами по 3 птаха, на висоті до 3000 м над рівнем моря, переважно на висоті до 1800 м над рівнем моря. Живляться осами (як дорослими комахами, так і личинками), а також мурахами, кониками та іншими комахами. Крім того, новогвінейські осоїди-довгохвости живляться деревними ящірками, дрібними ссавцями і птахами (зокрема, курчатами) та яйцями. Сезон розмноження триває з квітня по вересень. Гніздо робиться з гілок, встелюється зеленим листям, розміщується в кронах дерев, іноді на виступі скелі.